# Valdés (ort)
Valdés är en ort i Spanien.   Den ligger i provinsen Provincia de Málaga och regionen Andalusien, i den södra delen av landet, 400 km söder om huvudstaden Madrid. Valdés ligger 293 meter över havet och antalet invånare är 13 529.
Terrängen runt Valdés är kuperad. Runt Valdés är det tätbefolkat, med 356 invånare per kvadratkilometer. Närmaste större samhälle är Málaga, 16,4 km väster om Valdés. Trakten runt Valdés består till största delen av jordbruksmark.